# Jean Cau (schrijver)
Jean Cau (Bram, Frankrijk, 8 juli 1925 - Parijs, 18 juni 1993) was een Franse schrijver en journalist. Hij was een naaste medewerker van Jean-Paul Sartre en schreef tientallen romans en essays. Als journalist werkte hij onder andere voor Le Figaro en Paris-Match.
In 1961 kreeg hij de Prix Goncourt voor zijn roman La Pitié de Dieu.
Een Nederlandse vertaling van het kinderboek Mon village uit 1958 verscheen in 2004 als Mijn Dorp bij uitgeverij Van Gennep, met illustraties van Hakim Traïdia.
- Bibsys: 90066937
- Biblioteca Nacional de España: XX1647526
- Bibliothèque nationale de France: cb11895579d (data)
- CiNii: DA01968496
- Gemeinsame Normdatei: 119194252
- International Standard Name Identifier: 0000 0003 5565 7846
- Library of Congress Control Number: n50035828
- Bibliotheek van het Japanse parlement: 00435540
- Nationale Bibliotheek van Tsjechië: xx0033906
- Nationale bibliotheek van Australië: 35026674
- Nationale Bibliotheek van Israël: 987007272222305171
- Nationale en Universitaire bibliotheek Zagreb: 000036010
- Nederlandse Thesaurus van Auteursnamen: 068414455
- Istituto Centrale per il Catalogo Unico: LO1V024095
- Système universitaire de documentation: 026772590
- Virtual International Authority File: 109379000
- WorldCat: E39PBJkhKHQ3tGPdM9y8Vqq84q